# Elías Már Ómarsson
Elías Már Ómarsson (ur. 18 stycznia 1995 w Keflavíku) – islandzki piłkarz grający na pozycji napastnika w IFK Göteborg.

## Kariera klubowa
Ómarsson rozpoczął karierę w ÍBK Keflavík w 2012. W 2014 został najbardziej obiecującym piłkarzem roku w lidze islandzkiej. W lutym 2015 podpisał trzyletni kontrakt z Vålerenga Fotball. W sierpniu 2016 został wypożyczony do końca sezonu z opcją wykupu do IFK Göteborg. W listopadzie 2016 został wykupiony przez ten klub i podpisał z nim trzyipółletni kontrakt.

## Kariera reprezentacyjna
W reprezentacji Islandii zadebiutował 16 stycznia 2015 w wygranym 2:1 meczu z Kanadą.